# Datsun Z
Der Datsun 240Z/260Z/280Z ist ein von Herbst 1969 bis Sommer 1978 gebauter Sportwagen des japanischen Automobilherstellers Nissan.
Die von Nissan hergestellten Fahrzeuge wurden unter der Marke Datsun – vor allem im Export – vertrieben. Ab Anfang der 1980er wurden alle produzierten Wagen auch unter der Marke Nissan ausgeliefert. Inzwischen ist die Marke Datsun wieder für den Export reanimiert worden, um Kleinwagen u. a. in Indien und Russland zu verkaufen.
Die Z-Reihe ersetzte den Datsun Fairlady und wurde ihrerseits vom Datsun 280ZX abgelöst. Auf dem japanischen Heimatmarkt trug er die vom Vorgänger übernommene Bezeichnung Fairlady.
Der Z war für Datsun mit annähernd 500.000 verkauften Z- und ZX-Exemplaren in neun Jahren ein großer kommerzieller Erfolg. Gefertigt wurde das Fahrzeug bei Nissan Shatai.

## Datsun 240Z

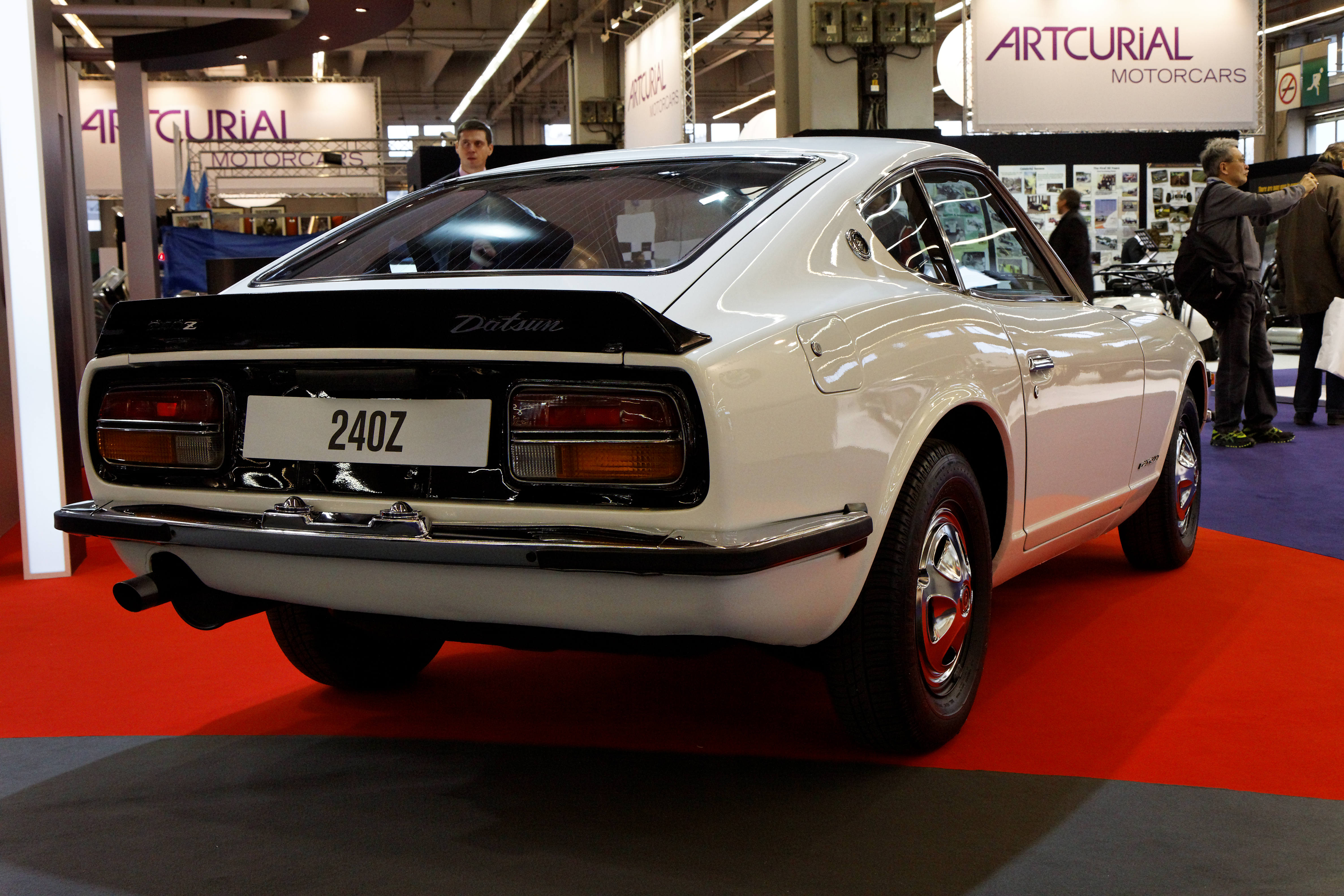
Heckansicht

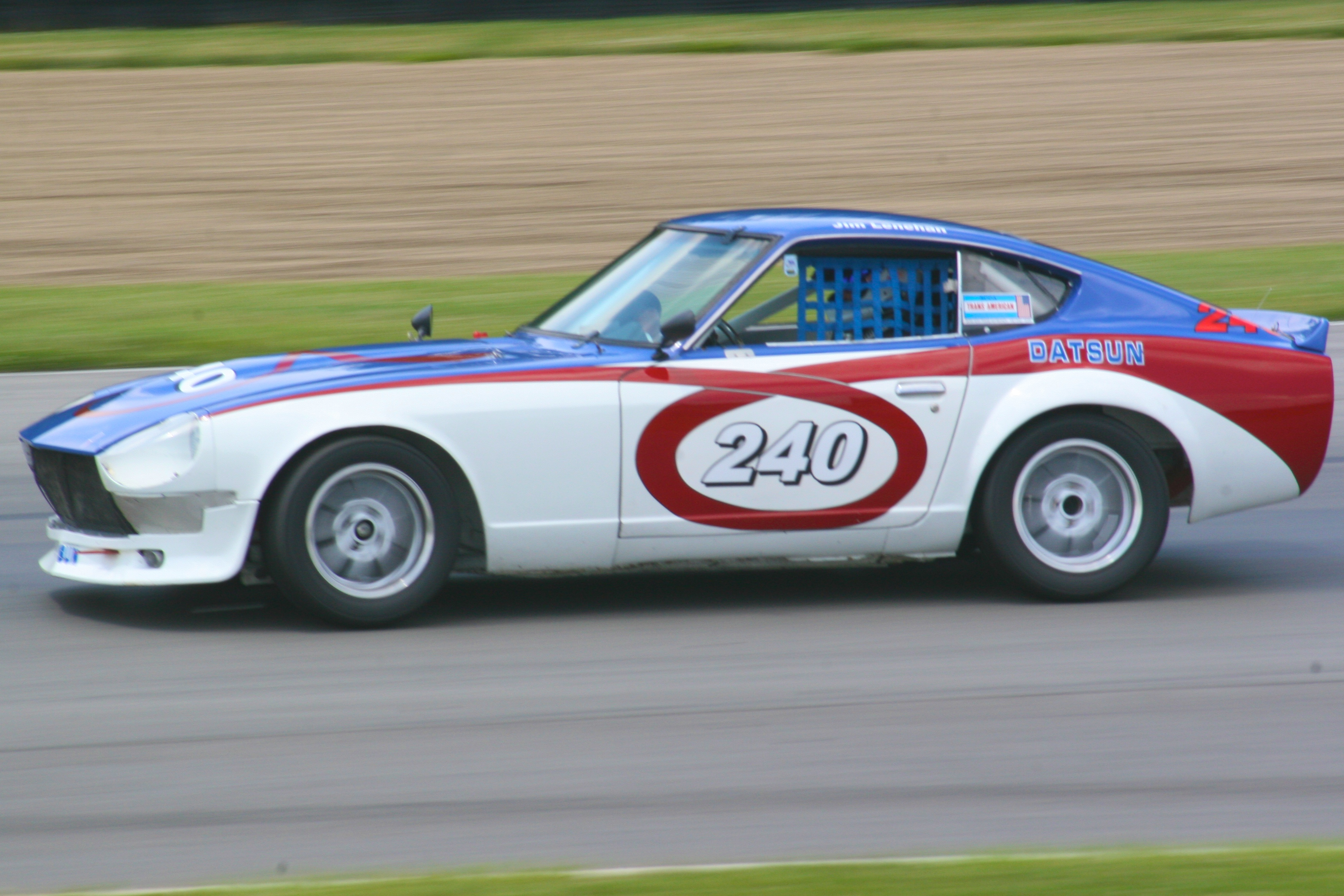
Datsun 240Z im Motorsport

Auf der Tokyo Motor Show Ende 1969 präsentierte Nissan als Nachfolger des Datsun Fairlady einen neuen, geschlossenen Sportwagen, der in Japan wieder als Fairlady, im Export als Datsun 240Z vermarktet wurde.
Das zweisitzige Kombicoupé mit selbsttragender Stahlblechkarosserie war im Export mit einem 2,4-Liter-Reihensechszylinder (Typ L24) mit Leichtmetallzylinderkopf und zwei Gleichdruckvergasern Hitachi HJB ausgestattet. Zur Wahl standen Schaltgetriebe mit vier oder fünf Gängen und eine Dreigangautomatik. Alle Räder waren einzeln an Federbeinen und Querlenkern aufgehängt: vorne eine MacPherson- und hinten eine Chapmanachse.
In Japan war der 2,4-Liter nicht lieferbar (oberhalb von 2,0 Litern Hubraum fiel Luxussteuer an), der dortige Fairlady hatte einen Zweiliter-Reihensechszylinder (Typ S20) mit Doppelnockenwellen Zylinderkopf und 3 Doppelvergaser der Marke Mikuni. Auf dem Heimatmarkt wurde der Fairlady Z mit kürzerer, dem Exportmodell entsprechender Frontpartie angeboten, daneben der Fairlady ZG mit knapp 20 cm längerer Schnauze, mit Plexiglasabdeckungen vor den Scheinwerfern und in die Stoßstange verlegter Kühlluftöffnung. Zudem gab es mit dem Fairlady Z432 ein Motorsport-Evolutionsmodell mit ganz eigenem 24V-Zweiliter-Sechszylindermotor (Typ S20), der wesentlich kurzhubiger und damit drehfreudiger ausgelegt war als die Serienmaschine (Bohrung × Hub: 82 × 62,8 statt 78 × 69,7 mm). Der Serienmotor war, wie der des 240Z, mit zwei SU-Vergasern bestückt, der Z432-Motor mit drei Mikuni-Doppelvergasern. Auf dem Z432 basierte der Z432R, eine Leichtbauversion mit Plexiglasscheiben und weiteren Maßnahmen zur Gewichtsreduzierung.
Insgesamt entstanden 156.073 Fahrzeuge dieses Typs (Z & ZX, alle Modelle). In Deutschland wurde der Datsun 240Z Ende 1973 zum Preis von 17.600 DM eingeführt und 303-mal verkauft.
1996 begann Nissan in den USA im Zuge einer „Vintage Z“ genannten Marketingaktion, gebrauchte 240Z aufzukaufen und einer aufwändigen Restaurierung zu unterziehen. Anschließend wurden diese bei zehn verschiedenen Nissan-Händlern für 25.000 $ mit Neuwagengarantie verkauft. Von geplanten 200 Exemplaren wurden nur 37 fertiggestellt und 1997 ausgeliefert, weil die Restaurierung mehr Zeit kostete als gedacht.
| Technische Daten Datsun 240Z/Datsun Fairlady | Technische Daten Datsun 240Z/Datsun Fairlady                               | Technische Daten Datsun 240Z/Datsun Fairlady                               | Technische Daten Datsun 240Z/Datsun Fairlady                               |
| Datsun                                       | 240Z (Deutschland)                                                         | Fairlady Z/ZG (Japan)                                                      | Fairlady Z432 (Japan)                                                      |
| -------------------------------------------- | -------------------------------------------------------------------------- | -------------------------------------------------------------------------- | -------------------------------------------------------------------------- |
| Motor:                                       | 6-Zylinder-Reihenmotor (Viertakt)                                          | 6-Zylinder-Reihenmotor (Viertakt)                                          | 6-Zylinder-Reihenmotor (Viertakt)                                          |
| Motortyp:                                    | L24                                                                        | L20                                                                        | S20                                                                        |
| Hubraum:                                     | 2393 cm³                                                                   | 1998 cm³                                                                   | 1989 cm³                                                                   |
| Bohrung × Hub:                               | 83 × 73,7 mm                                                               | 78 × 69,7 mm                                                               | 82 × 62,8 mm                                                               |
| Leistung bei 1/min:                          | 96 kW (130 DIN-PS) bei 5600                                                | 95 kW (130 JIS-PS) bei 6000                                                | 118 kW (160 JIS-PS) bei 7000                                               |
| Max. Drehmoment bei 1/min:                   | 206 Nm bei 4400                                                            | 166 Nm bei 4400                                                            | 176 Nm bei 5600                                                            |
| Verdichtung:                                 | 9,0:1                                                                      | 8,6:1                                                                      | 9,5:1                                                                      |
| Gemischaufbereitung:                         | Zwei Horizontalvergaser SU                                                 | Zwei Horizontalvergaser SU                                                 | Drei Horizontal-Doppelvergaser Mikuni 40                                   |
| Ventilsteuerung:                             | Obenliegende Nockenwelle, Antrieb über Kette, Z432: 4 Ventile pro Zylinder | Obenliegende Nockenwelle, Antrieb über Kette, Z432: 4 Ventile pro Zylinder | Obenliegende Nockenwelle, Antrieb über Kette, Z432: 4 Ventile pro Zylinder |
| Kühlung:                                     | Wasserkühlung                                                              | Wasserkühlung                                                              | Wasserkühlung                                                              |
| Getriebe:                                    | Fünfgangschaltgetriebe a.W. Dreigangautomatik                              | Vier- oder Fünfgangschaltgetriebe a.W. Dreigangautomatik                   | Fünfgangschaltgetriebe                                                     |
| Radaufhängung vorn:                          | Federbeinachse, Querlenker, Schraubenfedern                                | Federbeinachse, Querlenker, Schraubenfedern                                | Federbeinachse, Querlenker, Schraubenfedern                                |
| Radaufhängung hinten:                        | Chapman-Federbeinachse, Dreieckslenker unten, Schraubenfedern              | Chapman-Federbeinachse, Dreieckslenker unten, Schraubenfedern              | Chapman-Federbeinachse, Dreieckslenker unten, Schraubenfedern              |
| Bremsen:                                     | Scheibenbremsen vorne, Trommelbremsen hinten                               | Scheibenbremsen vorne, Trommelbremsen hinten                               | Scheibenbremsen vorne, Trommelbremsen hinten                               |
| Lenkung:                                     | Zahnstangenlenkung                                                         | Zahnstangenlenkung                                                         | Zahnstangenlenkung                                                         |
| Karosserie:                                  | Stahlblech, selbsttragend                                                  | Stahlblech, selbsttragend                                                  | Stahlblech, selbsttragend                                                  |
| Spurweite vorn/hinten:                       | 1354/1346 mm                                                               | 1354/1346 mm                                                               | 1354/1346 mm                                                               |
| Radstand:                                    | 2305 mm                                                                    | 2305 mm                                                                    | 2305 mm                                                                    |
| Abmessungen:                                 | 4135 × 1631 × 1295 mm                                                      | Z: 4115 × 1630 × 1285 mm ZG: ca. 4300 × 1630 × 1285 mm                     | 4115 × 1630 × 1290 mm                                                      |
| Leergewicht:                                 | 1090 kg                                                                    | 995–1020 kg                                                                | 1040 kg                                                                    |
| Höchstgeschwindigkeit (Werk):                | 200 km/h                                                                   | 180 km/h                                                                   | 210 km/h                                                                   |
| 0–100 km/h:                                  | 9,5 s                                                                      | nicht angegeben                                                            | nicht angegeben                                                            |
| Verbrauch (Liter/100 Kilometer):             | ca. 12,5 S                                                                 | ca. 10–15 S                                                                | ca. 11–16 S                                                                |
| Preis:                                       | DM 17.600 (1973) SFr 21.000 (1973) US-$ 3.526 (1970)                       | --                                                                         | --                                                                         |

## Datsun 260Z

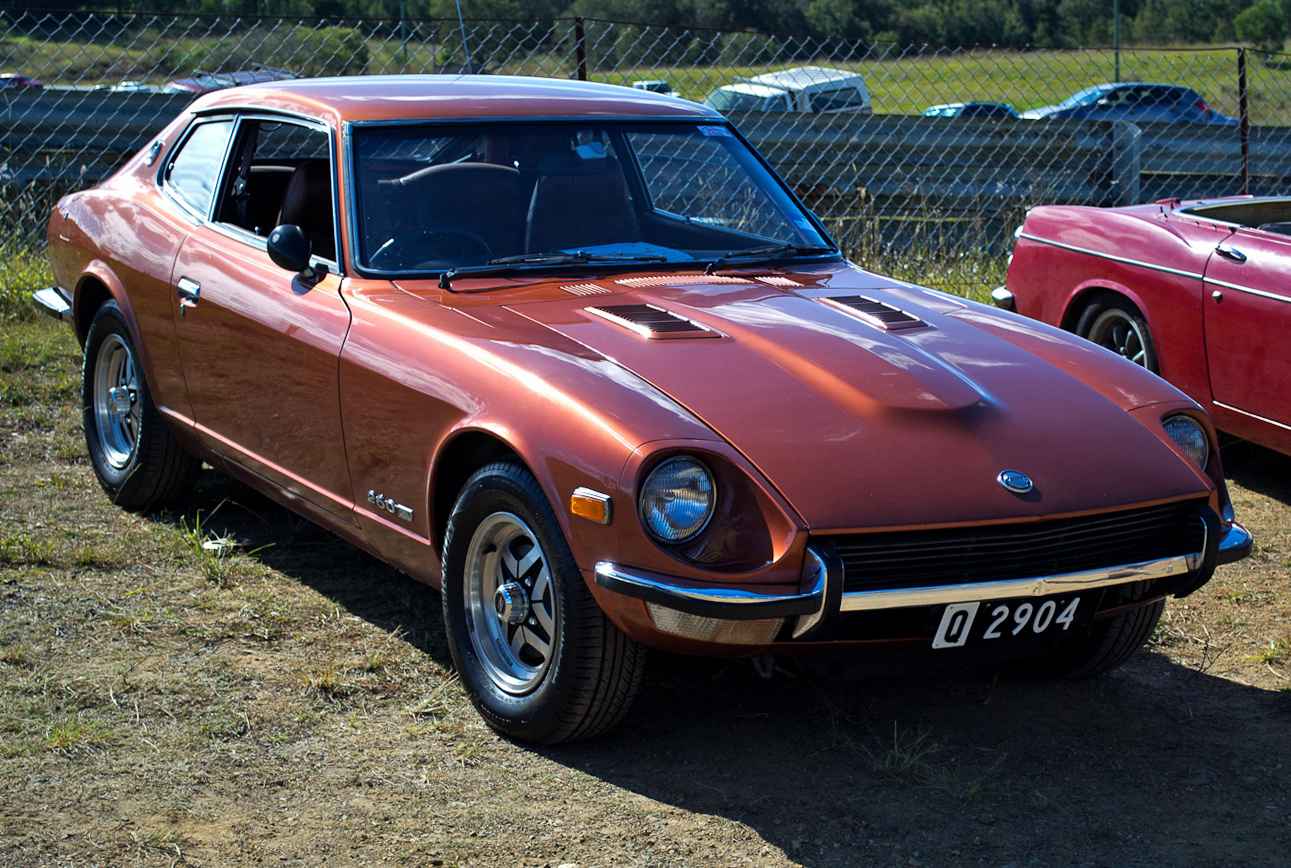
Datsun 260Z 2+2 (Australien)

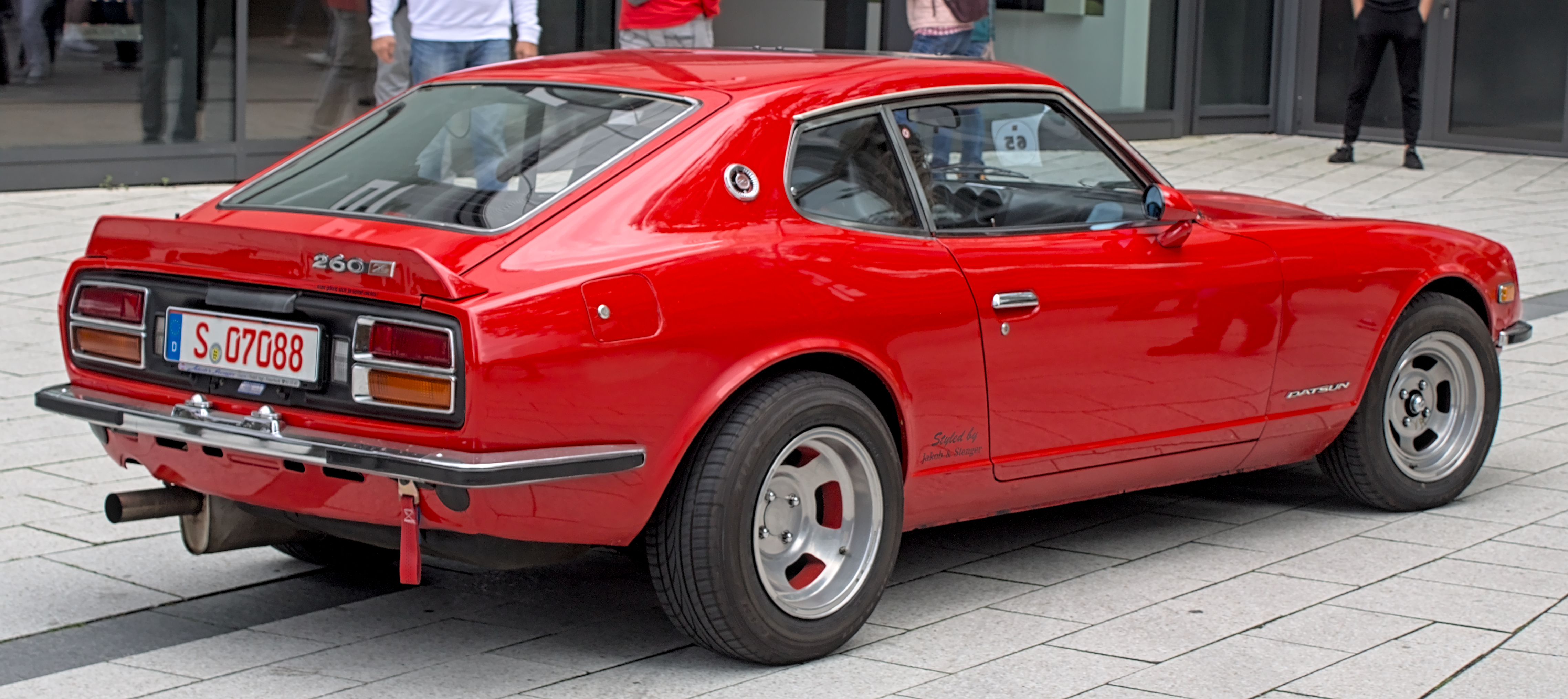
Heckansicht

Auf der Tokyo Motor Show 1973 zeigte Datsun erstmals das neue Exportmodell mit größerem 2,6-Liter-Sechszylinder (Typ L26), den 260Z, der 1974 in den Verkauf ging. Zusätzlich zum bisherigen Zweisitzer kam im Frühjahr 1974 ein 2+2-Sitzer auf 30 cm längerem Radstand ins Programm. 1975 war der 260Z und 260Z 2+2 Deluxe erhältlich.
Die Hubraumerhöhung ging auf die strenger werdenden Abgasvorschriften im Z-Hauptmarkt USA zurück, wo von dem 240Z rund 148.000 Exemplare verkauft worden waren; trotz der Vergrößerung leistete der Sechszylinder dort kaum mehr PS als zuvor, da er zugleich eine niedrigere Verdichtung und in Kalifornien einen Katalysator erhielt.
In Japan blieb es beim Datsun Fairlady beim Zweilitermotor; den Z432 gab es nicht mehr.
In Deutschland wurde der 260 Z 2+2 im Frühsommer 1975 eingeführt, kostete anfangs DM 23.950 und blieb bis Juni 1979 im Programm; den Zweisitzer gab es hier ab 1975, wie auch auf anderen europäischen Märkten, etwa in der Schweiz. Ende 1977 erfolgten zahlreiche kleinere Änderungen an Farbauswahl, Innenraum, Getriebe und Motor, dessen Leistung um 3 kW (4 PS) angehoben wurde (geänderte Nockenwelle), während die Endgeschwindigkeit von 205 auf 194 km/h sank.
In den USA wurden von 260Z und 260Z 2+2 in knapp zwei Jahren (1974/1975) annähernd 80.000 Stück verkauft. Nach Europa gelangten aber nur 1.638 Exemplare des 260Z 2+2.
Im Jahre 2006 gab es in Deutschland noch ca. 50 fahrbereite und verkehrssichere (Zustand 3 oder besser) 260Z.

## Datsun 280Z

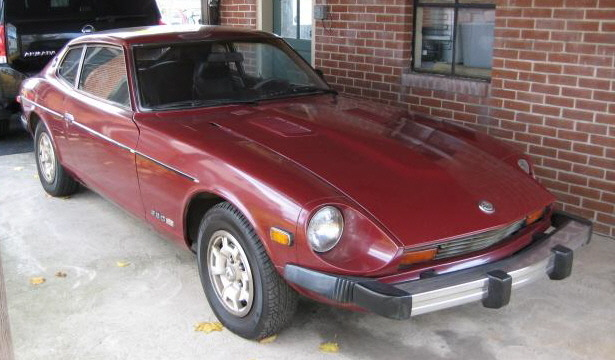
Datsun 280Z (1978)

Im Sommer 1975 wurde der 260Z ausschließlich in Nordamerika durch den 280Z (nicht zu verwechseln mit dessen Nachfolger Datsun 280ZX) mit nochmals vergrößertem 2,8-Liter-Reihensechszylinder (Typ L28E) ersetzt. Zugleich wurde die Maschine von Vergasern auf Einspritzung umgestellt. Die Einspritzung entsprach dem Prinzip der L-Jetronic von Bosch. Die in Kalifornien ausgelieferten Wagen besaßen bereits einen ungeregelten Katalysator.
Nach wie vor standen ein reiner Zweisitzer und die 2+2-sitzige Variante im Programm. Bis zum Ende des Modelljahrs 1978 wurden vom 280Z in den USA noch einmal über 150.000 Stück abgesetzt.
Im Juni 1976 erhielt auch der japanische Fairlady, nach wie vor mit Zweilitermotor, eine Einspritzung (Motor Typ L20E). Im Rahmen einer Werbekampagne erschien im November 1976 der Arcade-Automat Datsun 280 ZZZAP.
In Europa wurde der 280Z nicht angeboten. Ab Herbst 1978 wurden 260Z und 280Z auf allen Märkten durch den Nachfolger Datsun 280ZX abgelöst.
Die amerikanische Firma McBurnie nutzte den 280Z im Jahre 1986 als Basis für eine Replika des Ferrari 250 GTO.
| Technische Daten Datsun 240/260/280Z | Technische Daten Datsun 240/260/280Z                              | Technische Daten Datsun 240/260/280Z                              | Technische Daten Datsun 240/260/280Z                              |
| Datsun                               | 240Z                                                              | 260Z                                                              | 280Z                                                              |
| ------------------------------------ | ----------------------------------------------------------------- | ----------------------------------------------------------------- | ----------------------------------------------------------------- |
| Motor:                               | 6-Zylinder-Reihenmotor (Viertakt)                                 | 6-Zylinder-Reihenmotor (Viertakt)                                 | 6-Zylinder-Reihenmotor (Viertakt)                                 |
| Motortyp:                            | L24                                                               | L26                                                               | L28E                                                              |
| Hubraum:                             | 2393 cm³                                                          | 2547 cm³                                                          | 2753 cm³                                                          |
| Bohrung × Hub:                       | 83 × 73,7 mm                                                      | 83 × 79 mm                                                        | 86,1 × 79 mm                                                      |
| Leistung bei 1/min:                  | 112 kW (153 SAE-PS) bei 5600                                      | 93/95 kW (126/129 DIN-PS) bei 5600                                | 111 kW (151 PS) bei 5600                                          |
| Max. Drehmoment bei 1/min:           | 200 Nm bei 4400                                                   | 210 Nm bei 3500                                                   | 220 Nm bei 4400                                                   |
| Verdichtung:                         | 9,0:1/8,8:1/8,3:1                                                 | 9,0:1/8,8:1/8,3:1                                                 | 8,8:1/8,3:1                                                       |
| Gemischaufbereitung:                 | Zwei Hitachi SU-Vergaser, ab 1973 abgasarme SU-Vergaser           | Zwei Hitachi SU-Vergaser, ab 1973 abgasarme SU-Vergaser           | Einspritzung                                                      |
| Ventilsteuerung:                     | Obenliegende Nockenwelle in unterschiedlichen Ausführungen        | Obenliegende Nockenwelle in unterschiedlichen Ausführungen        | Obenliegende Nockenwelle in unterschiedlichen Ausführungen        |
| Kühlung:                             | Wasserkühlung                                                     | Wasserkühlung                                                     | Wasserkühlung                                                     |
| Getriebe:                            | Viergang/Fünfgang Schaltgetriebe a.W. Dreigangautomatik           | Viergang/Fünfgang Schaltgetriebe a.W. Dreigangautomatik           | Viergang/Fünfgang Schaltgetriebe a.W. Dreigangautomatik           |
| Radaufhängung vorn:                  | Federbeinachse, Schraubenfedern                                   | Federbeinachse, Schraubenfedern                                   | Federbeinachse, Schraubenfedern                                   |
| Radaufhängung hinten:                | Chapman-Federbeinachse, Dreieckslenker unten, Schraubenfedern     | Chapman-Federbeinachse, Dreieckslenker unten, Schraubenfedern     | Chapman-Federbeinachse, Dreieckslenker unten, Schraubenfedern     |
| Bremsen:                             | Scheibenbremsen vorne, Trommelbremsen hinten                      | Scheibenbremsen vorne, Trommelbremsen hinten                      | Scheibenbremsen vorne, Trommelbremsen hinten                      |
| Lenkung:                             | Zahnstangenlenkung                                                | Zahnstangenlenkung                                                | Zahnstangenlenkung                                                |
| Karosserie:                          | Stahlblech, selbsttragend                                         | Stahlblech, selbsttragend                                         | Stahlblech, selbsttragend                                         |
| Spurweite vorn/hinten:               | 1354/1346 mm                                                      | 1354/1346 mm                                                      | 1354/1346 mm                                                      |
| Radstand:                            | Zweisitzer: 2304 mm 2+2: 2606 mm                                  | Zweisitzer: 2304 mm 2+2: 2606 mm                                  | Zweisitzer: 2304 mm 2+2: 2606 mm                                  |
| Abmessungen:                         | Zweisitzer: 4135–4404 × 1631 × 1295 mm 2+2: 4441 × 1651 × 1306 mm | Zweisitzer: 4135–4404 × 1631 × 1295 mm 2+2: 4441 × 1651 × 1306 mm | Zweisitzer: 4135–4404 × 1631 × 1295 mm 2+2: 4441 × 1651 × 1306 mm |
| Leergewicht:                         | 1042–1065 kg                                                      | 1089 kg 2+2: 1270 kg                                              | 1172 kg 2+2: 1325 kg                                              |
| Höchstgeschwindigkeit:               | 185–195 km/h                                                      | ca. 194/205 km/h                                                  | ca. 210 km/h                                                      |
| 0–100 km/h:                          | 7,5–8,7 s                                                         | 9,4–10,5 s                                                        | 9,4–11 s                                                          |
| Verbrauch (Liter/100 Kilometer):     | ca. 15 Super/Normal                                               | ca. 12,5–17 Liter Super/Normal Benzin                             | ca. 11–12 Super/Normal                                            |
| Preis:                               | US-$ 3.526 (1970)                                                 | US-$ 5.289–6.089 (1974)                                           | US-$ 7.968–9.278 (1978)                                           |